# ルール3
『ルール3』（原題: WishCraft）は、都市伝説を題材にしたホラー映画。2002年公開。イギリスを始め、ベルギー、フランス、メキシコなどでリリースされている。邦題は「ルール3」となっているが、『ルール』シリーズとは無関係の作品である。

## ストーリー
ブレッドは補習係として学校一の美人生徒サマンサに接しているうちに彼女に対して恋心を抱くようになる。しかし頭は良くても男として冴えないブレッドは当然サマンサのタイプであるはずがなく、片想いの関係が続いていた。そんなある日、ブレッドが帰宅すると自宅のポストに小包が届いており、中には牛の陰茎が入った不気味な箱と一通の手紙が同封されていた。手紙には「同封した品はあなたの願いを三つかなえてくれます」と記載されており、半信半疑で一つ目の願をかけてみると、ほどなく願いどおりに事が進行してしまう。一方、ブレッドが願いの叶う不思議な箱を手に入れると時同じくして校内の体育会系の生徒が惨殺される事件が発生。はたしてこの事件と願いが叶う謎の箱との関係は？そして送り主は誰なのか？

## 登場人物
ブレッド・バンパース
演：マイケル・ウェストン、吹替え：浜田賢二
秀才のために学校一の美人生徒サマンサの補習係を担当することになる。男として冴えないためにサマンサはおろか女友達が一人もおらず、クラスの生徒からはガリ勉と嘲笑され、妹からも「もてない男ってサイテー」といじられている。友人のハウイーには友人関係や女関係について何かと比べられている。好きなことは勉強、食べること、映画鑑賞。
サマンサ・ウォーレン
演：アレクサンドラ・ホールデン、吹替え：甲斐田裕子
学校一の美人生徒だが、成績不振のためブレッドに補習をしてもらっている。恋人はコディーだったが、ブレッドの願いによってコディーとは縁を切りブレッドに熱を上げるようになる。将来のことを思案しており、大学に行くか、それとも世界中を旅してまわるか迷っている。学校ではチアリーダーをしている。
ハウイー
演：A・J・バックリー、吹替え：御園行洋
ブレッドの友人。もてないブレッドと自分を比較し、「俺はもてる」、「初体験はお前より絶対先」、「俺はどんな環境にも順応できる」といつも自信満々だが、実際のところはヘタレであり、ブレッドと同様女性との縁はない。ドラえもんにおけるスネ夫のようなキャラで強い者には下手に出る。ブレッドとサマンサが恋人同士になるという空前絶後な状況を見て、箱の力が本物と確信し一度ブレッドから失敬し願をかけるが、願いは叶わなかった。
コディー
演：ハントリー・リッター、吹替え：落合弘治
アメフトの花形選手で各大学から推薦を受けている。運動の苦手な人間に偏見を持っており、運動神経がないブレッドをゲイ扱いしている。サマンサを奪ったブレッドに激しい嫉妬を抱き、悪友数人を連れて襲撃を考える。ブレッド曰く「取り柄は筋肉だけで、中身は絵にかいたように軽薄な男」
ジンボ
演：チャーリー・タルベルト
コディーの友人。ブレッドをガリ勉呼ばわりしている。深夜のゴルフ場で、日本刀を持つ謎の怪人に腹部を刺され、さらにサバイバルナイフで首を切断された。
エディー
演：エヴァン・ジョーンズ
体が大きく、喧嘩っぱやい。コディーやジンボなどと仲が悪く、暴力ざたのいざこざを起こしている。学校に刃物を持ってくるばかりか、刑事に対して「学校に刃物持ってきちゃいけないってのかよ」と平気で抗議する。ハウイー曰く「キレさせたらかなり危ないやつ」
ターナー
演：オースティン・ペンドルトン、吹替え：田原アルノ
ブレッドが通う学校の社会の教師。不真面目な生徒が多い中、学問に秀でたブレッドを高く評価しひいきしている。
- その他の声の吹き替え：梅津秀行／荒川太郎／安達まり／中田雅之／岡本章子／川村拓央／望月健一／山田智子／川本絢子